# Blombacka herrgård
Blombacka är ett gods i Vinköls socken, Skara kommun.
Godset tillhörde 1483 Peder Bengtsson Gylta. Efter 1594 tillhörde Blombacka släkterna Lilliehöök, Lake, Krabbe och Göthenstierna. Efter 1751 till början av 1800-talet tillhörde det bland annat släkterna Åkerhielm af Blombacka, Gyllenhaal, af Jochnick, Sjöcrona och Hoffman. 